# Radonja kemijska industrija Sisak
Radonja kemijska industrija Sisak bila je poznata fabrika hemijske industrije Hrvatske i Jugoslavije. Po proizvodnji organoživinih fungicida i herbicida atrazina, bila je poznata i u svetu. Njen razvoj je bio intenzivan i izuzetno uspešan. Uspešan i brz razvoj ostvaren je zahvaljujući veoma sposobnom menađmentu i profesionalnom osoblju koje je tada imala kompanija. Radonja je imala moderne proizvodne pogone, bogat proizvodni program, razvijene tehničke, istraživačke i komercijalne službe.

## Istorija
Radonja je osnovana Rešenjem Predsjedništva Vlade NR Hrvatske br. 9935/46 od 10. septembra 1946. godine. Odluka je doneta da postojeća fabrika vinske kiseline Resman Zagreb nastavi s radom pod nazivom Radonja tvornica vinske kiseline Zagreb. Odmah nakon ove odluke doneta je i odluka da se fabrika premesti u objekt Tvornice modre galice Sisak u izgradnji. 
- Proizvodnja vinske kiseline u Sisku počela je 1948. godine. Fabrika je proizvodila vinsku kiselinu iz vinskog kamena (birse), a posle i iz vinskog taloga. Menađment preduzeća 1955. godine odlučuje da proizvodni program treba proširiti proizvodnjom Eske, napitka u tabletama na bazi vinske kiseline te mineralnom vodom u prahu i praškom za pecivo.
- Godine 1949. Radonji je priključena fabrika kiseonika Sisak. Pogon kiseonika se odlukom Gradskog narodnog odbora od 1. maja 1953. godine preselio u Zagreb.
- Radonja 1956. godine ulazi u proizvodnju sredstava za gumarsku industriju: aditiva za spužvastu gumu, antioksidante te TMTD-a kao akceleratora. TMTD je takođe sjajno sredstvo za zaštitu bilja (fungicid), te se proizvodnja ditiokarbamata potpuno usmerava prema poljoprivredi. Postepeno se uvodi proizvodnja i drugih ditiokarbamata.
- Proizvodnja sredstava za zaštitu bilja počela je 1957. godine., proizvodnjom (sintezom i formulacijom gotovog proizvoda) organoživinog fungicida pod nazivom „Radosan“. Pogon je postavljen u zgradi nekadašnje fabrike stakla Petar Teslić. Paleta fungicida zatim se popunjava proizvodima baziranim na bakru i sumporu. Asortiman sredstava za zaštitu bilja dopunjuje se s tečnim insekticidom koji se proizvodi u kooperaciji s inostranom firmom. Istovremeno počinje proizvodnja praškastih insekticida. Početkom 1960-ih počela je proizvodnja simazina u okviru pogona ditiokarbamata. Zatim se preuređuje pogon vinske kiseline za proizvodnju atrazina. Ovo je ujedno začetak proizvodnje triazina, najznačajnije grupe herbicida u proizvodnom programu Radonje. Ova produkcija se nastavlja sa sintezom atrazina u novom modernom pogonu, sagrađenom 1973. godine. Sredinom osamdesetih (1984.-1986.) izgrađena su dva moderna postrojenja za proizvodnju praškastih i tečnih formulacija pesticida.

- Fabrika za proizvodnju joda koja je radila u sklopu Jodnog lječilišta Sisak, odlukom Skupštine općine Sisak od 18. decembra 1957. pripojena je Radonji. Radonja otkupljuje pravo korištenja patenta „Postupak za dobivanje joda iz jodnih voda“ od vlasnika patenta prof. Josipa Makuca iz Zagreba. Proizvodni asortiman ovog pogona proširuje se 1959. godine s proizvodnjom čistih hemikalija. Nakon napuštanja pogona i proizvodnje joda, 1965. godine izgrađen je novi pogon za proizvodnju čistih hemikalija.
- U ovom razdoblju postepeno se uvode u proizvodnju artikli široke potrošnje kao dodatni proizvodni program.
- Proizvodnja alkalnog fosfatnog đubriva započela je 25. januara 1965. godine puštanjem u probni rad postrojenja „Malog Pelofosa“ s kapacitetm 36.000 tona. Tehnologiju su razvili i patentirali prof. Vladimir Logomerac i Anton Sedlaček.
- Uvođenje proizvodnje građevinskog materijala (hidraulični kreč i metalurški cement) posledica je napuštanja proizvodnje veštačkog đubriva Pelofosa. Naime, tehnologija proizvodnje hidrauličnog kreča i metalurškog cementa gotovo je identična s tehnološkim procesom proizvodnje Pelofosa. Program se dopunjuje s proizvodima višeg stepena obrade, proizvodnjom betonskog crepa i pomoćnog praškastog građevinskog materijala.
- Proizvodnja test reagenasa, sredstava za potrebe kliničke dijagnostike, započela je 1965. godine. Mali objekat za proizvodnju test reagenasa izgrađen je 1967. godine. Pogon je moderno opremljen i zapošljava oko 30 radnika. Novi, veći i moderniji pogon podignut je 1988. adaptacijom zgrade vojnog kompleksa, kojeg je Radonja otkupila i preuzela 1981. godine.
- Proizvodni program se zatim proširuje s proizvodnjom lignosan lazura. Paralelno s usvajanjem proizvodnje lazura radi se i na usvajanju tehnologije za proizvodnju disperzivnih boja za zidove, fasade i beton.
- Daljnji razvoj Radonje temeljio se je na proširenju proizvodnog programa uvođenjem novih proizvoda. Novi proizvodi kreirani su na osnovu vlastitih tehnoloških rešenja ili na osnovu poslovno tehničke saradnje s inostranim kompanijama. Takođe, razvoj Radonje osnivao se je na modernizaciji proizvodnog procesa te na proširenju tržišta i razvoju kooperativnih odnosa s domaćim i inostranim kompanijama.

Ovdje je prikazano poslovanja kompanije do 1988. godine. Razdoblje od 1988. godine do likvidacije treba posebno izučiti. U ovom periodu (1988.-2013.) postavljena je nova uprava (Ante Mlinarić, Mijo Ivanković), mijenja se sistem upravljanja i rukovođenja, izvršena je netransparentna privatizacija, promijenjena je poslovna politika, mijenja se i ime kompanije (od 1992. godine preduzeće nosi ime: „HERBOS“ d.d. za proizvodnju kemikalija i kemijskih proizvoda Sisak). Poslovanje se naglo urušava i na kraju se uvodi prinudna uprava te se provodi stečajni postupak. Stečaj Herbosa otvoren je krajem 2011. godine, a dovršen je 2013. godine likvidacijom preduzeća.

## Ime kompanije
Tokom svog postojanja, kompanija je menjala svoje ime i tekstualni logo:
- Vladinim Rješenjem o nastavku rada od 1946. godine, fabrika je poslovala pod nazivom "Radonja tvornica vinske kiseline Zagreb"
- Odlukom gradske vlasti u Sisku 1949. godine, fabrika je nazvana "Radonja tvornica vinske kiseline i kisika Sisak"
- Odlukom gradskog narodnog odbora, od 1953. godine fabrika je radila pod imenom "Radonja tvornica kemijskih proizvoda Sisak"
- Rešenjem NO općine Sisak, 1957. godine ustanovljeno je najpoznatije ime kompanije "Radonja kemijska industrija Sisak". Pod ovim nazivom kompanija je dosegla vrhunac u svome poslovanju
- 1992. kompanija je preimenovana u "HERBOS" d.d. za proizvodnju kemikalija i kemijskih proizvoda Sisak. Pod ovim nazivom kompanija je radila do 2013. godine kada je likvidirana.

## Istaknuti rukovodeći i stručni radnici
Radonja je imala čitavu plejadu vrlo sposobnih lidera i stručnih radnika. Od direktora, po rezultatima rada i dužini mandata, posebno su se isticali Milan Orlović i Branko Burazor. 

Za mandata Milana Orlovića počela je razvojna politika kompanije i velika kapitalna ulaganja. Uspostavljena je saradnja s Institutom i Tehnološkim fakultetom u Zagrebu.

Razdoblje upravljanja Branka Burazora karakterizira modernizacija i racionalizacija celokupnog poslovanja. Vrši se rekonstrukcija i modernizacija postojećih postrojenja. Grade se novi pogoni s najmodernijom tehnologijom. Proizvodni program se širi i obim proizvodnje i prometa brzo raste. Postižu se najbolji financijski rezultati u poslovanju preduzeća. Radonja pruzima vodeću ulogu u jugoslavenskoj proizvodnji sredstava za zaštitu bilja. Proširuje se saradnja sa naučnim institucijama u zemlji. Razvijaju se kooperativni poslovi sa spoljnim firmama. Intenzivira se saradnja s domaćom industrijom i trgovačkim kućama.
U proizvodnji, energetici i pomoćnim službama, osobito su se isticali: Štefica Mesarić, Franjo Liszt, Ivan Mikulčić, Ljubica Đurić, Štefica Milković, Iva Kukić, Josip Lovrenić, Marijan Nekola, Dubravko Kahler, Darko Kobal, Miloš Bjelica, Davor Bajt, Bosiljka Petrić, Nikola Đajić, Boris Vago, Andrija Vezmarović, Miloš Stojaković i dr. 

Na području istraživanja i poslova kemijske analize i kontrole, poseban doprinos dali su: Bogomir Milutinović, Dunja Lešić, Ivan Dumbović, dr. sc. Stanislav Koprivanac, dr. sc. Ivan Jambrešić, Josip Perković, Marija Jednačak, Blaženka Šmit, Željka Dević, mr. sc. Milivoj Ivanušić i dr. 

U oblasti komercijalnih poslova naročito su bili zapaženi: Oliver Pötzl, Berislav Mrgan, Vida Dorić, Josip Vedrina, Zlata Đelalegić, Mira Gagulić, Marija Stanić, Ivan Sekulić i dr.

## Proizvodni program
Proizvodni program obuhvata sledeće grupe proizvoda:
- vinska kiselina i vezani proizvodi
- kiseonik
- jod i čiste hemikalije
- pomoćni materijali za gumarsku industriju
- sredstva za zaštitu bilja
- veštačko đubrivo
- hemija široke potrošnje
- test reagensi za kliničku dijagnostiku
- građevinski materijal
- boje i premazi
- tehničke hemikalije

Ukupno preko 170 različitih proizvoda.

## Naučno istraživački rad
Uspeh kompanije može se zahvaliti pozitivnom pristupu naučno istraživačkom radu. Od samih početaka svog poslovanja, posebna pažnja davana je suradnji s naučnim institucijama republičkog i saveznog značaja. Istovremeno, porastom zapošljavanja diplomiranih studenata, počeo se je organizirati i razvijati istraživački rad u fabrici. Ulaganjima u izgradnju laboratorija i njihovo opremanje modernom opremom, stvoreni su i materijalni uslovi za njegov razvitak. Institut za fitofarmaciju osniva se 1964. godine što i organizacijski zaokružuje naučno istraživački rad, koji se u proteklom razdoblju razvio u Radonji. Na čelo Instituta postavljen je dr. sc. Stanislav Koprivanac. Rezultati su bili više nego očigledni i Radonja na temelju sopstvenihh tehnoloških rešenja podiže moderne proizvodne kapacitete za sintezu aktivnih supstanci i formulaciju gotovih proizvoda. Ovo je stvorilo preduslove za uspostavljanje poslovno tehničke saradnje s gigantima hemijske industrije u svetu.

## Tehnička i tehnološka opremljenost
Na vrhuncu razvoja, osamdesetih godina dvadesetog veka, Radonja je imala 12 proizvodnih pogona i dve posebne proizvodne linije. Kompanija je raspolagala s vrhunskom tehnologijom i bila je lider u svojoj branši u korištenju moderne i napredne tehnologije. Imala je vrlo razvijene tehničke i pomoćne službe kao i energetsku infrastrukturu.

## Izvor
- Informativni list Radonje: Radonja i VJESNIK
- Prigodna publikacija, Radonja 1946.-1976.
- Branko Burazor, Bogomir Milutinović, Monografija Radonje kemijske industrije Sisak 1946. -1988.

## Unutrašnje veze
- Spisak preduzeća u SFRJ

## Spoljašnje veze
- Sisak
- Inž. DUNJA LEŠIĆ: Novija sredstva tvornice Radonje za zaprašivanje sjemena pšenice, kukuruza i šećerne repe
- Inž. RIKARD KURBEL: Rezultati primjene pesticida kemijske industrije Radonje Sisak
- Radonja kemijska industrija Sisak, Razvojno-istraživačka služba R.K.D.L.: REZULTATI POLJSKIH POKUSA
- Pelofos, opće karakteristike i sastav Pelofosa
- Pelofos domaće fosforno gnojivo
- Inž. ZVONKO OSTOJIĆ: REZULTATI SUZBIJANJA KOROVA U KUKURUZU U RAZDOBLJU 1972-1974.
- V. Pavlek: PROIZVODNJA HRANE I PESTICIDI
- Polagana smrt sisačke industrije